# 中国首都
在中国历史上，很多城市都曾經成为過中国的首都，还有更多城市曾经成为中国某一地区所成立国家的首都。

## 中国历代首都
| 中国历代首都       | 中国历代首都                                                              | 中国历代首都 | 中国历代首都                                      |
| 氏族／朝代／国号   | 氏族／朝代／国号                                                          | 首都 | 年代                                              |
| ------------------ | ------------------------------------------------------------------------- | --- | ------------------------------------------------- |
| 盘古氏             | 盘古氏                                                                    | | 盘古                                              |
| 女娲氏（三皇）     | 女娲氏（三皇）                                                            | | 女娲                                              |
| 有巢氏（三皇）     | 有巢氏（三皇）                                                            | | 有巢                                              |
| 燧人氏（三皇）     | 燧人氏（三皇）                                                            | | 燧人                                              |
| 祝融氏（三皇）     | 祝融氏（三皇）                                                            | | 祝融                                              |
| 伏羲氏（三皇）     | 伏羲氏（三皇）                                                            | 陈（相传今河南省周口市淮阳区） | 伏羲 （相传约前2852年—约前2737年）                |
| 神农氏（三皇五帝） | 神农氏（三皇五帝）                                                        | 鲁（相传今山东省济宁市曲阜市） | 神农 （相传约前2737年—约前2699年）                |
| 神农氏（三皇五帝） | 神农氏（三皇五帝）                                                        | 鲁（相传今山东省济宁市曲阜市） | 炎帝 （相传约前2737年—约前2699年）                |
| 有熊氏（三皇五帝） | 有熊氏（三皇五帝）                                                        | 轩辕（相传今河南省郑州市新郑市） | 黄帝 （相传约前2699年—约前2588年）                |
| 庖羲氏（五帝）     | 庖羲氏（五帝）                                                            | 宛丘（相传今河南省周口市淮阳区） | 太昊                                              |
| 穷桑氏（五帝）     | 穷桑氏（五帝）                                                            | 穷桑（相传今山东省济宁市曲阜市北） | 少昊 （相传约前2587年—约前2491年）                |
| 共工氏（三皇）     | 共工氏（三皇）                                                            | | 共工                                              |
| 高阳氏（五帝）     | 高阳氏（五帝）                                                            | 高阳（相传今河北省保定市高阳县庞口镇旧城村北）                                                                                                 | 帝颛顼 （相传约前2490年—约前25世纪）              |
| 高阳氏（五帝）     | 高阳氏（五帝）                                                            | 帝丘（相传今河南省濮阳市） | 帝颛顼 （相传约前25世纪—约前2413年）              |
| 高辛氏（五帝）     | 高辛氏（五帝）                                                            | 帝丘（相传今河南省濮阳市） | 帝喾 （相传约前2412年—约前24世纪）                |
| 高辛氏（五帝）     | 高辛氏（五帝）                                                            | 亳（相传今河南省洛阳市偃师区西） | 帝喾 （相传约前24世纪—约前2343年）                |
| 青阳氏（五帝）     | 青阳氏（五帝）                                                            | 清化（相传今河南省焦作市博爱县东） | 帝挚 （相传约前2343年—约前2333年）                |
| 陶唐氏（五帝）     | 陶唐氏（五帝）                                                            | 平阳（相传今山西省临汾市尧都区） | 尧 （相传约前2333年—约前2234年）                  |
| 有虞氏（五帝）     | 有虞氏（五帝）                                                            | 蒲坂（相传今山西省运城市永济市） | 舜 （相传约前2233年—约前2184年）                  |
| 夏                 | 先夏                                                                      | 大夏（相传今山西省运城市夏县） | ？—鲧                                             |
| 夏                 | 先夏                                                                      | 崇（相传今河南省洛阳市嵩县） | 鲧                                                |
| 夏                 |                                                                           | 阳城（一说今河南省登封市告成镇，一说安邑） | 禹                                                |
| 夏                 | 阳翟（相传今河南省禹州市）                                                | 禹—太康 |                                                   |
| 夏                 | 有穷氏                                                                    | 鉏（当今位置不明） | 羿 （有穷氏政权）                                 |
| 夏                 | 有穷氏                                                                    | 穷石（相传今河南省洛阳市南） | 羿、寒浞 （有穷氏、伯明氏政权）                   |
| 夏                 |                                                                           | 斟（一说今河南省巩义市西南29公里处芝田镇稍柴村， 一说今河南省洛阳市老城区东18公里处）                                                          | 太康、中康                                        |
| 夏                 | 帝丘（相传今河南省濮阳市西南）                                            | 相、少康 |                                                   |
| 夏                 | 原（一说今河南省济源市西北2公里庙街原城）                                 | 杼 |                                                   |
| 夏                 | 老丘（相传今河南省开封市祥符区陈留镇）                                    | 杼—扃 |                                                   |
| 夏                 | 西河（一说今河南省安阳市东南）                                            | 廑—發 |                                                   |
| 夏                 | 斟（一说今河南省巩义市西南29公里处， 一说今河南省洛阳市老城区东18公里处） | 桀 |                                                   |
| 夏                 | “河南”（当今位置不明， 一说今河南省洛阳市老城区东18公里处）               | 桀 |                                                   |
| 商                 | 先商                                                                      | 亳（一说今辽宁省西部暨河北省东北部一带地区，一说今河南省洛阳市偃师区尸乡沟，详见亳）                                                           | 契                                                |
| 商                 | 先商                                                                      | 蕃（一说今北京市、河北省北部冀东平原一带） | 契                                                |
| 商                 | 先商                                                                      | 砥石（一说今河北省石家庄以南、 河北省邢台市以北地区）                                                                                          | 昭明                                              |
| 商                 | 先商                                                                      | 商（一说今漳河一带，一说今陕西省商洛市商州区）                                                                                                 | 昭明                                              |
| 商                 | 先商                                                                      | 商丘（一说今河北省中部、河南省北部） | 相土                                              |
| 商                 | 先商                                                                      | “泰山下”（一说今太行山麓） | 相土                                              |
| 商                 | 先商                                                                      | 商丘（一说今河北省中部、河南省北部） | 相土                                              |
| 商                 | 先商                                                                      | 邺（今河北省邯郸市临漳县漳河流域） | 上甲                                              |
| 商                 | 先商                                                                      | 殷（当今位置不明） | 王亥                                              |
| 商                 | 先商                                                                      | 商丘（一说今河北省中部、河南省北部） | “殷侯”                                            |
| 商                 | 早商                                                                      | 亳 （今地说法不一，一说今河南省郑州市商城遗址，详见亳）                                                                                        | 大乙汤—大戊密 （约前1600年－前1422年）            |
| 商                 | 早商                                                                      | 嚣 （一说今河南省荥阳市东北敖仓或敖山， 一说今山东省沂蒙山区， 一说今河南省郑州市商城遗址， 一說今河南省郑州市小雙橋遺址）                     | 中丁庄、卜壬發 （仲丁元年，约前1421年－前1386年） |
| 商                 | 早商                                                                      | 相（一说今河南省安阳市内黄县东南） | 戔甲整 （河亶甲元年，约前1385年－前1377年）       |
| 商                 | 早商                                                                      | 庇（一说今山东省郓城县北） | 且乙滕—且丁新 （约前1376年－前1328年）            |
| 商                 | 早商                                                                      | 邢（一说今河北省邢台市） | 且乙滕—且丁新 （约前1376年－前1328年）            |
| 商                 | 早商                                                                      | 奄（一说今山东省济宁市曲阜市） | 南庚更、象甲和 （约前1327年－前1315年）           |
| 商                 | 晚商                                                                      | 殷（今河南省安阳市西北） | 般庚旬—帝辛受 （约前1314年－前1046年）            |
| 商                 | 晚商                                                                      | 朝歌（一说今河南省鹤壁市淇县朝歌镇） | 帝辛受 （约前1046年）                             |
| 周                 | 先周                                                                      | （今山西省东南部） | 弃－不窋                                          |
| 周                 | 先周                                                                      | （今山西省中部上古汾水流域） | 不窋－公刘                                        |
| 周                 | 先周                                                                      | 邰（今山西省东南部，相传今陕西省咸阳市武功县）                                                                                                 | 公刘                                              |
| 周                 | 先周                                                                      | 豳（一说今山西省临汾市侯马市西、山西省运城市万荣县、河津市、稷山县上古汾水流域附近，相传今陕西省咸阳市彬县；今陕西省旬邑西頭遺址或亦與之有關） | 公刘－周太王                                      |
| 周                 | 先周                                                                      | 岐周（今陕西省宝鸡市岐山县、扶风县周原） | 周太王－周文王                                    |
| 周                 | 先周                                                                      | 丰（都城、西政治中心， 今陕西省西安市西南12公里处，咸阳市秦都区钓台街道）                                                                      | 周文王－约前1046年                                |
| 周                 | 西周                                                                      | 镐／宗周（今陕西省西安市西南12公里处，咸阳市秦都区钓台街道）                                                                                   | 约前1046年－前771年                               |
| 周                 | 西周                                                                      | 成周（今河南省洛阳市西工区） | 约前1046年－前771年                               |
| 周                 | 西周                                                                      | 郑（今陕西省渭南市华州区） | 周穆王                                            |
| 周                 | 西周                                                                      | 犬丘（今陕西省咸阳市兴平市槐里城） | 周懿王                                            |
| 周                 | 东周                                                                      | 王城（今河南省洛阳市西工区） | 前770年－前367年                                  |
| 周                 | 东周                                                                      | 洛（西周国都城，今河南省洛阳市西工区） | 前367年－前256年                                  |
| 周                 | 东周                                                                      | 巩（东周国都城，今河南省巩义市西南） | 前367年－前249年                                  |
| 秦                 | 秦                                                                        | 西垂（今甘肃省一带） | ？－非子                                          |
| 秦                 | 秦                                                                        | 秦邑（今甘肃省天水市清水县与张家川回族自治县一带）                                                                                             | 非子－前822年                                     |
| 秦                 | 秦                                                                        | 犬丘（今甘肃省陇南市礼县） | 前822年－前776年                                  |
| 秦                 | 秦                                                                        | 汧邑（一说今陕西省宝鸡市陇县东南镇磨儿塬村西）                                                                                                 | 前776年－前762年                                  |
| 秦                 | 秦                                                                        | 汧渭之会（今陕西省宝鸡市眉县） | 前762年－前714年                                  |
| 秦                 | 秦                                                                        | 平阳（今陕西省宝鸡市） | 前714年－前677年                                  |
| 秦                 | 秦                                                                        | 雍（今陕西省凤翔县东南） | 前677年－前383年                                  |
| 秦                 | 秦                                                                        | 栎阳（今陕西省西安市阎良区东） | 前383年－前350年                                  |
| 秦                 | 秦                                                                        | 咸阳（今陕西省咸阳市东北） | 前350年－前207年                                  |
| 楚                 | 楚                                                                        | 彭城 | 前206年－前202年                                  |
| 汉                 | 西汉                                                                      | 雒阳（今河南省洛阳市） | 前202年                                           |
| 汉                 | 西汉                                                                      | 栎阳（今陕西省西安市临潼区） | 前202年－前200年                                  |
| 汉                 | 西汉                                                                      | 长安 | 前200年－8年                                      |
| 汉                 | 新                                                                        | 常安（即长安） | 8年－23年农历二月                                 |
| 汉                 | 更始帝                                                                    | 宛城（今河南省南阳市宛城区） | 23年农历二月－23年农历十月                        |
| 汉                 | 更始帝                                                                    | 洛阳 | 23年农历十月－24年                                |
| 汉                 | 更始帝                                                                    | 长安 | 24年－25年农历十月                                |
| 汉                 | 赤眉                                                                      | 长安 | 25年农历十月－27年                                |
| 汉                 | 东汉                                                                      | 鄗城（今河北省邢台市柏乡县固城店镇） | 25年8月5日－26年                                  |
| 汉                 | 东汉                                                                      | 雒阳（今河南省洛阳市） | 26年－190年                                       |
| 汉                 | 东汉                                                                      | 长安 | 191年－195年                                      |
| 汉                 | 东汉                                                                      | 许县（今河南省许昌市） | 196年－220年                                      |
| 汉                 | 蜀汉 （三国）                                                             | 成都 | 221年－263年                                      |
| 魏（三国）         | 魏（三国）                                                                | 邺（今河北省邯郸市临漳县与磁县交界处） | 204年－220年                                      |
| 魏（三国）         | 魏（三国）                                                                | 许县（今河南省许昌市） | 220年－221年                                      |
| 魏（三国）         | 魏（三国）                                                                | 洛阳 | 221年－265年                                      |
| 吴（三国）         | 吴（三国）                                                                | 公安（今湖北省荆州市公安县） | 200－221年                                        |
| 吴（三国）         | 吴（三国）                                                                | 武昌（今湖北省鄂州市鄂城区东） | 221年－229年农历九月                              |
| 吴（三国）         | 吴（三国）                                                                | 建業（今江苏省南京市） | 229年农历九月－265年农历九月                      |
| 吴（三国）         | 吴（三国）                                                                | 武昌（今湖北省鄂州市鄂城区东） | 265年农历九月－266年农历十二月                    |
| 吴（三国）         | 吴（三国）                                                                | 建業（今江苏省南京市） | 266年农历十二月－280年                            |
| 晋                 | 西晋                                                                      | 洛阳 | 266年－311年农历六月                              |
| 晋                 | 西晋                                                                      | 长安 | 313年农历正月－316年农历十一月                    |
| 晋                 | 东晋                                                                      | 建康（今江苏省南京市） | 317年－420年                                      |
| 魏（北朝）         | 代国 （十六国）                                                           | | 338年－340年                                      |
| 魏（北朝）         | 代国 （十六国）                                                           | 盛樂（今内蒙古自治区呼和浩特市和林格尔县土城子村北）                                                                                           | 340年－376年                                      |
| 魏（北朝）         | 代国 （十六国）                                                           | 牛川（今内蒙古自治区乌兰察布市境内的塔布河河畔）                                                                                               | 386年农历正月－386年                              |
| 魏（北朝）         | 代国 （十六国）                                                           | 盛樂（今内蒙古自治区呼和浩特市和林格尔县土城子村北）                                                                                           | 386年－386年农历四月                              |
| 魏（北朝）         | 北魏 （北朝）                                                             | 盛樂（今内蒙古自治区呼和浩特市和林格尔县土城子村北）                                                                                           | 386年农历四月－398年                              |
| 魏（北朝）         | 北魏 （北朝）                                                             | 平城（今山西省大同市市区偏北） | 398年农历七月－494年                              |
| 魏（北朝）         | 北魏 （北朝）                                                             | 洛阳 | 494年－534年                                      |
| 魏（北朝）         | 东魏 （北朝）                                                             | 邺（今河北省邯郸市临漳县与磁县交界处） | 534年－550年                                      |
| 魏（北朝）         | 西魏 （北朝）                                                             | 长安 | 535年－557年                                      |
| 齐（北朝）         | 齐（北朝）                                                                | 邺（今河北省邯郸市临漳县与磁县交界处） | 550年－577年                                      |
| 周（北朝）         | 周（北朝）                                                                | 长安 | 557年－581年                                      |
| 宋（南朝）         | 宋（南朝）                                                                | 建康（今江苏省南京市） | 420年－479年                                      |
| 齊（南朝）         | 齊（南朝）                                                                | 建康（今江苏省南京市） | 479年－502年                                      |
| 梁（南朝）         |                                                                           | 建康（今江苏省南京市） | 502年－552年                                      |
| 梁（南朝）         | 江陵（今湖北省荆州市荆州区）                                              | 552年－555年 |                                                   |
| 梁（南朝）         | 建康（今江苏省南京市）                                                    | 555年－557年 |                                                   |
| 梁（南朝）         | 西梁                                                                      | 江陵（今湖北省荆州市荆州区） | 555年－587年                                      |
| 陳（南朝）         | 陳（南朝）                                                                | 建康（今江苏省南京市） | 557年－589年                                      |
| 隋                 | 隋                                                                        | 东京（今河南省洛阳市） | 581年－582年                                      |
| 隋                 | 隋                                                                        | 大兴（即长安） | 582年－584年                                      |
| 隋                 | 隋                                                                        | 东京（今河南省洛阳市） | 584年－585年                                      |
| 隋                 | 隋                                                                        | 大兴（即长安） | 585年－604年                                      |
| 隋                 | 隋                                                                        | 东京（首都，今河南省洛阳市） | 604年－618年                                      |
| 隋                 | 隋                                                                        | 大兴（陪都，即长安） | 604年－618年                                      |
| 唐                 |                                                                           | 长安 | 618年－684年                                      |
| 唐                 | 洛阳（东都、两京制）                                                      | 657年－684年 |                                                   |
| 唐                 |                                                                           | 神都（洛阳） | 684年－690年10月16日 （武周政权）                 |
| 唐                 | 周                                                                        | 神都（洛阳） | 690年10月16日－705年3月3日 （武周政权）           |
| 唐                 |                                                                           | 长安 | 705年3月3日－904年农历二月                        |
| 唐                 | 洛阳（东都、两京制）                                                      | 705年－742年 |                                                   |
| 唐                 |                                                                           | 洛阳（东京） | 742年－904年                                      |
| 唐                 |                                                                           | 洛阳 | 904年农历二月－907年                              |
| 梁（五代）         | 梁（五代）                                                                | 东都（今河南省开封市） | 907年－909年                                      |
| 梁（五代）         | 梁（五代）                                                                | 西都（今河南省洛阳市） | 909年－913年                                      |
| 梁（五代）         | 梁（五代）                                                                | 东都（今河南省开封市） | 913年－923年                                      |
| 唐（五代）         | 唐（五代）                                                                | 东都（今河南省洛阳市） | 923年－936年                                      |
| 晋（五代）         | 晋（五代）                                                                | 东京（今河南省开封市） | 936年－947年                                      |
| 汉（五代）         |                                                                           | 东京（今河南省开封市） | 947年－951年                                      |
| 汉（五代）         | 北汉 （十国）                                                             | 太原 | 951年－979年                                      |
| 周（五代）         | 周（五代）                                                                | 东京（今河南省开封市） | 951年－960年                                      |
| 宋                 | 北宋                                                                      | 东京亦称汴梁（今河南省开封市） | 960年2月4日－1127年3月20日                        |
| 宋                 | 南宋                                                                      | 南京（今河南省商丘市） | 1127年6月12日－1128年                             |
| 宋                 | 南宋                                                                      | 扬州 | 1128年－1129年农历二月                            |
| 宋                 | 南宋                                                                      | 镇江 | 1129年农历二月－1129年                            |
| 宋                 | 南宋                                                                      | 临安（今浙江省杭州市） | 1129年－1129年农历九月                            |
| 宋                 | 南宋                                                                      | 建康（今江蘇省南京市） | 1129年－1138年                                    |
| 宋                 | 南宋                                                                      | 临安（今浙江省杭州市） | 1138年－1276年2月4日                              |
| 宋                 | 南宋                                                                      | 福州 | 1276年6月14日－1277年                             |
| 宋                 | 南宋                                                                      | 广州 | 1277年－1278年农历三月                            |
| 宋                 | 南宋                                                                      | 祥龍梅蔚（今香港新界西離島區大嶼山梅窩） | 1278年农历三月－1278年                            |
| 宋                 | 南宋                                                                      | 厓山（今广东省江门市新会区古井镇） | 1278年－1279年3月19日                             |
| 大辽               | 契丹                                                                      | | 907年－916年                                      |
| 大辽               | 契丹国                                                                    | | 916年－918年                                      |
| 大辽               | 契丹国                                                                    | 上京（今内蒙古自治区赤峰市巴林左旗林东镇南波罗城）                                                                                             | 918年－947年                                      |
| 大辽               | [ 註 99 ]                                                                 | 上京（今内蒙古自治区赤峰市巴林左旗林东镇南波罗城）                                                                                             | 947年－983年                                      |
| 大辽               | 契丹国                                                                    | 上京（今内蒙古自治区赤峰市巴林左旗林东镇南波罗城）                                                                                             | 983年－1066年                                     |
| 大辽               | [ 註 99 ]                                                                 | 上京（今内蒙古自治区赤峰市巴林左旗林东镇南波罗城）                                                                                             | 1066年－1120年                                    |
| 大辽               | 北遼                                                                      | 南京（今北京市西城区西南、丰台区东） | 1122年                                            |
| 大辽               | 西北遼                                                                    | [ 註 105 ] | 1123年                                            |
| 大辽               | 西辽                                                                      | 可敦城（今蒙古国布尔干省达欣其楞县青托罗盖古城）                                                                                               | 1124年－1130年                                    |
| 大辽               | 西辽                                                                      | 叶密立（今新疆维吾尔自治区额敏县） | 1132年－1134年                                    |
| 大辽               | 西辽                                                                      | 虎思斡耳朵（今吉尔吉斯斯坦楚河州托克马克市布拉纳城）                                                                                           | 1134年－1218年                                    |
| 大夏               | 大夏                                                                      | 东京 /兴庆府/中兴府（今宁夏回族自治区银川市兴庆区）                                                                                            | 1038年农历十月十一日－1227年农历七月              |
| 大夏               | 大夏                                                                      | 西京/西平府（今宁夏回族自治区吴忠市古城镇西北）                                                                                                | 1038年－1026年冬11月                              |
| 大夏               | 大夏                                                                      | 辅郡/西凉府（今甘肃省武威市凉州区） | 1028年－1226年                                    |
| 大金               | 大金                                                                      | 上京（今黑龙江省哈尔滨市阿城区） | 1115年－1153年农历三月                            |
| 大金               | 大金                                                                      | 中都（今北京市西城区西南、丰台区东） | 1153年农历三月－1214年                            |
| 大金               | 大金                                                                      | 东京（今辽宁省辽阳市） | 1161年10月27日－1161年农历十二月                  |
| 大金               | 大金                                                                      | 南京（今河南省开封市） | 1214年－1232年农历十二月廿五日                    |
| 大金               | 大金                                                                      | 归德（今河南省商丘市） | 1232年－1233年                                    |
| 大金               | 大金                                                                      | 蔡州（今河南省驻马店市汝南县） | 1233年－1234年2月9日                              |
| 大元               | 大蒙古国                                                                  | 阔迭额阿剌勒 （今蒙古国肯特省德勒格尔汗县阔迭兀岛附近）                                                                                        | 成吉思汗—蒙哥                                     |
| 大元               | 大蒙古国                                                                  | 哈拉和林 （今蒙古国前杭爱省哈尔和林县额尔德尼召寺庙北）                                                                                        | 1220年－1264年8月                                 |
| 大元               |                                                                           | 开平／上都 （今内蒙古自治区锡林郭勒盟正蓝旗闪电河北岸）                                                                                        | 1260年5月5日－1276年                              |
| 大元               | 燕京／大都（今北京市）                                                    | 1271年－1368年农历八月 |                                                   |
| 大元               | 北元                                                                      | 上都（今内蒙古自治区锡林郭勒盟正蓝旗） | 1368年农历八月－1369年                            |
| 大元               | 北元                                                                      | 應昌 （今内蒙古自治区赤峰市克什克腾旗达尔罕苏木）                                                                                              | 1369年－1370年                                    |
| 大元               | 北元                                                                      | 哈拉和林（今蒙古国前杭爱省哈尔和林县额尔德尼召寺庙北）                                                                                         | 1370年－1388年                                    |
| 大明               |                                                                           | 南京 | 1368年1月23日－1421年2月2日                       |
| 大明               | 北京                                                                      | 1421年2月2日－1424年 |                                                   |
| 大明               | 南京                                                                      | 1424年－1441年 |                                                   |
| 大明               | 北京                                                                      | 1441年－1644年4月25日 |                                                   |
| 大明               | 南明                                                                      | 南京 | 1644年6月7日－1645年6月17日 （福王朱由崧）        |
| 大明               | 南明                                                                      | 福州 | 1645年6月29日－1646年10月7日 （唐王朱聿鍵）       |
| 大明               | 南明                                                                      | 广州 | 1646年12月8日－1647年1月20日 （唐王朱聿𨮁）       |
| 大明               | 南明                                                                      | 杭州 | 1645年7月1日－1645年7月7日 （潞王朱常淓）         |
| 大明               | 南明                                                                      | 肇庆 | 1646年11月20日－1652年3月15日 （桂王朱由榔）      |
| 大明               | 南明                                                                      | 安隆（今贵州省黔西南布依族苗族自治州安龙县）                                                                                                   | 1652年3月15日－1662年1月11日 （桂王朱由榔）       |
| 大明               | 南明                                                                      | 绍兴 | 1645年8月3日－1646年7月14日 （鲁王朱以海）        |
| 大明               | 南明                                                                      | 台州 | 1646年7月14日－1653年4月 （鲁王朱以海）           |
| 大明               | 南明                                                                      | 桂林 | 1645年9月22日－1645年10月14日 （靖江王朱亨嘉）    |
| 大明               | 南明                                                                      | 抚州 | 1645年11月 （益王朱慈炲）                         |
| 大明               | 南明                                                                      | 龙游 | 1646年 （益阳王朱術雅）                           |
| 大明               | 南明                                                                      | 揭阳 | 1647年10月18日－1647年10月21日 （益王朱由榛）     |
| 大明               | 南明                                                                      | 夔州（今重庆市奉节县） | 1649年2月－1650年春 （楚王朱容藩）                |
| 大明               | 明鄭                                                                      | 東都（今臺南市） | 1661年4月－1664年                                 |
| 大明               | 明鄭                                                                      | 東寧（今臺南市） | 1664年－1683年                                    |
| 大清               | 女真国                                                                    | 费阿拉 （今辽宁省抚顺市新宾满族自治县永陵镇二道村）                                                                                            | 1587年2月－1603年2月                              |
| 大清               | 大金                                                                      | 赫圖阿拉 （今辽宁省抚顺市新宾满族自治县永陵镇老城村）                                                                                          | 1603年2月－1619年8月                              |
| 大清               | 大金                                                                      | 界藩城 （今辽宁省抚顺市市区东部浑河中上游大伙房水库东南隅铁背山上）                                                                            | 1619年8月－1620年10月                             |
| 大清               | 大金                                                                      | 萨尔浒城 （今辽宁省抚顺市市区东郊萨尔浒山北半部）                                                                                              | 1620年10月－1621年3月                             |
| 大清               | 大金                                                                      | 辽阳（今辽宁省辽阳市太子河区东京陵乡新城村）                                                                                                   | 1621年3月－1622年                                 |
| 大清               | 大金                                                                      | 东京（今辽宁省辽阳市太子河区东京陵乡新城村）                                                                                                   | 1622年－1625年4月11日                             |
| 大清               |                                                                           | 瀋陽／盛京 | 1625年4月11日－1636年5月15日                      |
| 大清               | 盛京（今辽宁省沈阳市）                                                    | 1636年5月15日－1644年9月20日 |                                                   |
| 大清               | 北京                                                                      | 1644年9月20日－1912年2月12日 1917年7月1日－1917年7月12日（张勋复辟）                                                                           |                                                   |
| 中華民國           |                                                                           | 武昌（今湖北省武汉市武昌区） | 1911年10月11日－1912年1月1日 （中央军政府）       |
| 中華民國           | 南京                                                                      | 1912年1月1日－1912年3月10日 （临时政府） |                                                   |
| 中華民國           | 北京                                                                      | 1912年3月10日－1912年4月2日 （临时政府） |                                                   |
| 中華民國           | 北京                                                                      | 1912年4月2日－1915年12月12日 （北洋政府） |                                                   |
| 中華民國           | 中华帝国                                                                  | 北京 | 1915年12月12日－1916年3月22日 （中华帝国）        |
| 中華民國           |                                                                           | 北京 | 1916年3月22日－1917年6月30日 （北洋政府）         |
| 中華民國           | 北京                                                                      | 1917年7月13日－1928年5月30日 （北洋政府） |                                                   |
| 中華民國           | 奉天（今辽宁省沈阳市）                                                    | 1928年5月30日－1928年12月29日 （北洋政府） |                                                   |
| 中華民國           | 广州                                                                      | 1925年7月1日－1927年2月21日 （广州国民政府）                                                                                                   |                                                   |
| 中華民國           | 武汉                                                                      | 1927年2月21日－1927年8月19日 （武汉国民政府）                                                                                                  |                                                   |
| 中華民國           | 南京                                                                      | 1927年4月18日－1937年11月20日 |                                                   |
| 中華民國           | 北平（今北京市）                                                          | 1930年9月9日－1930年9月23日 （北平国民政府）                                                                                                   |                                                   |
| 中華民國           | 太原                                                                      | 1930年9月23日－1930年11月4日 （北平国民政府）                                                                                                  |                                                   |
| 中華民國           | 广州                                                                      | 1931年5月28日－1931年12月22日 （广州国民政府）                                                                                                 |                                                   |
| 中華民國           | 洛陽                                                                      | 1932年1月29日－1932年12月1日 （國民政府行都）                                                                                                  |                                                   |
| 中華民國           | 武汉                                                                      | 1937年11月21日－1937年12月10日 （实质战时首都）                                                                                                |                                                   |
| 中華民國           | 重庆                                                                      | 1937年11月21日－1946年5月5日 |                                                   |
| 中華民國           | 南京                                                                      | 1940年3月30日－1945年8月10日 （汪精卫政权） |                                                   |
| 中華民國           | 南京                                                                      | 1946年5月5日－1949年4月23日 |                                                   |
| 中華民國           | 广州                                                                      | 1949年4月23日－1949年10月14日 |                                                   |
| 中華民國           | 重庆                                                                      | 1949年10月14日－1949年11月30日 |                                                   |
| 中華民國           | 成都                                                                      | 1949年11月30日－1949年12月27日 |                                                   |
| 中華民國           | 臺北                                                                      | 1949年12月10日－今日 |                                                   |
| 中华人民共和国     | 中华人民共和国                                                            | 北京 | 1949年10月1日－今日                               |

## 地区政权首都
| 地区政权首都         | 地区政权首都       | 地区政权首都                                                                 | 地区政权首都                    |
| 朝代／国号           | 朝代／国号         | 首都                                                                         | 年代                            |
| 春秋戰國             | 春秋戰國           | 春秋戰國                                                                     | 春秋戰國                        |
| -------------------- | ------------------ | ---------------------------------------------------------------------------- | ------------------------------- |
| 吳                   | 吳                 | 姑蘇（今江蘇省蘇州市）                                                       | ？─前473年                      |
| 许                   | 许                 | 许（今河南省许昌市）                                                         | 前11世纪─？                     |
| 许                   | 许                 | 叶（今河南省叶县西南）                                                       | ？─？                           |
| 许                   | 许                 | 城父（今安徽省亳州市）                                                       | ？─前475年                      |
| 齊                   | 齊                 | 營丘、臨淄（今山東省淄博市臨淄區）                                           | 前11世紀─前386年                |
| 鲁                   | 鲁                 | 魯山（今河南省鲁山县）                                                       | 前11世纪─？                     |
| 鲁                   | 鲁                 | 奄城（今山东省济宁市曲阜市）                                                 | 前11世纪─？                     |
| 鲁                   | 鲁                 | 曲阜（今山东省济宁市曲阜市）                                                 | ？─前256年                      |
| 燕                   | 燕                 | 薊（今北京市房山區）                                                         | 前11世紀─前226年                |
| 燕                   | 燕                 | 襄平（遼寧省遼陽市）                                                         | 前226年－前222年                |
| 蔡                   | 蔡                 | 蔡（即上蔡，今河南上蔡縣西南）                                               | 前11世紀－前531年               |
| 蔡                   | 蔡                 | 呂亭（即新蔡，今河南省新蔡縣）                                               | 前528年－前493年                |
| 蔡                   | 蔡                 | 州來（即下蔡，今安徽鳳台縣）                                                 | 前493年－前447年                |
| 曹                   | 曹                 | 陶丘（今山东省菏泽市定陶区西南）                                             | 前11世纪─前487年                |
| 陈                   | 陈                 | 宛丘（今河南省淮阳县东南）                                                   | 前11世纪─前478年                |
| 杞                   | 杞                 | 杞（今河南省杞縣）                                                           | 前11世紀─？                     |
| 杞                   | 杞                 | 新泰（今山東省新泰市）                                                       |                                 |
| 杞                   | 杞                 | 淳于（今山東省安丘市東北）                                                   | ？─前445年                      |
| 衛                   | 衛                 | 朝歌（今河南省淇縣）                                                         | 前11世紀─前660年                |
| 衛                   | 衛                 | 曹（今河南省滑縣舊治）                                                       | 前660年                         |
| 衛                   | 衛                 | 楚丘（今河南省滑縣東）                                                       | 前659年－前629年                |
| 衛                   | 衛                 | 帝丘（後改名濮陽，今河南省濮陽市）                                           | 前629年－前241年                |
| 衛                   | 衛                 | 野王（今河南省沁陽市）                                                       | 前241年－前209年                |
| 宋                   | 宋                 | 商邱（今河南省商丘市）                                                       | 前11世紀─？                     |
| 宋                   | 宋                 | 彭城（今江蘇省徐州市）                                                       | 戰國初期─前286年                |
| 晉                   | 晉                 | 唐（後稱晉，今山西省太原市）                                                 | 前11世紀─？                     |
| 晉                   | 晉                 | 曲沃（今山西省曲沃縣）                                                       | 前744年─前676年                 |
| 晉                   | 晉                 | 絳（又稱翼，今山西省翼城縣东南）                                             | ？─前679年 前676年─？           |
| 晉                   | 晉                 | 新田（又稱新絳，今山西省侯馬市）                                             |                                 |
| 晉                   | 晉                 | 屯留（今山西省长治市屯留县南）                                               |                                 |
| 晉                   | 晉                 | 端氏（今山西省晋城市沁水县东北）                                             |                                 |
| 楚                   | 楚                 | 丹阳（今河南省淅川县）                                                       | 前11世紀─前689年                |
| 楚                   | 楚                 | 郢（今湖北省荆州区）                                                         | 前689年─前278年                 |
| 楚                   | 楚                 | 陳（今河南省淮陽縣）                                                         | 前278年─前241年                 |
| 楚                   | 楚                 | 壽春（今安徽省壽縣）                                                         | 前241年─前223年                 |
| 越                   | 越                 | 會稽（今浙江省紹興市）                                                       | ？─前468年 ？─前306年           |
| 越                   | 越                 | 琅琊（今江蘇省連雲港市西南錦屏山側，舊說在山東省青岛市黄岛区）               | 前468年─前378年                 |
| 越                   | 越                 | 吳（今江蘇省蘇州市）                                                         | 前378年─？                      |
| 鄭                   | 鄭                 | 鄭（今陝西省渭南市华州区東北）                                               | 前806年─前771年                 |
| 鄭                   | 鄭                 | 新鄭（今河南省新鄭市）                                                       | 前770年─前375年                 |
| 趙                   | 趙                 | 晉陽（今山西省太原市）                                                       | 前497年─前404年                 |
| 趙                   | 趙                 | 中牟（今河南省鹤壁市西）                                                     | 前403年─前386年                 |
| 趙                   | 趙                 | 邯鄲（今河北省邯鄲市）                                                       | 前386年─前353年 前351年─前228年 |
| 趙                   | 趙                 | 信都（今河北省衡水市冀州区）                                                 | 前353年─前351年                 |
| 趙                   | 趙                 | 代郡（今河北省蔚縣）                                                         | 前227年—前223年                 |
| 魏                   | 魏                 | 安邑（今山西省夏縣西北）                                                     | 前403年─前361年                 |
| 魏                   | 魏                 | 大梁（今河南省開封市）                                                       | 前361年─前225年                 |
| 韓                   | 韓                 | 平阳 (今山西省临汾市）                                                       | 前403年─？                      |
| 韓                   | 韓                 | 陽翟 (今河南省禹州市）                                                       | ？─前375年                      |
| 韓                   | 韓                 | 新鄭 (今河南省新鄭市）                                                       | 前375年─前230年                 |
| 齊                   | 齊                 | 臨淄（今山東省淄博市）                                                       | 前386年─前221年                 |
| 中山                 | 中山               | 顧（今河北省定州市）                                                         | 前413年─前407年                 |
| 中山                 | 中山               | 靈壽（今河北省平山縣）                                                       | 前378年─前296年                 |
| 两汉西域诸国         |                    |                                                                              |                                 |
| 皮山                 | 皮山               | 皮山城（今新疆维吾尔自治区和田地区皮山县）                                   |                                 |
| 龟兹                 | 龟兹               | 延城（今新疆维吾尔自治区库车县、拜城县）                                     |                                 |
| 莎车                 | 莎车               | （今新疆维吾尔自治区叶尔羌、沙东、叶城一带）                                 |                                 |
| 楼兰                 | 楼兰               | 扦泥城（今新疆维吾尔自治区）                                                 |                                 |
| 乌垒                 | 乌垒               | 都护治所（今新疆维吾尔自治区轮台县策特尔南沙漠中）                           |                                 |
| 乌孙                 | 乌孙               | 赤谷城                                                                       |                                 |
| 且末                 | 且末               | 末城（今新疆维吾尔自治区车尔城）                                             |                                 |
| 若羌                 | 若羌               | （今青海省达布逊淖尔一带）                                                   |                                 |
| 疏勒                 | 疏勒               | 疏勒城（今新疆维吾尔自治区喀什、迦师一带）                                   |                                 |
| 大月氏               | 大月氏             | 蓝氏城（今新疆维吾尔自治区巴尔克地）                                         |                                 |
| 大宛                 | 大宛               | 贵山城                                                                       |                                 |
| 五胡十六国           |                    |                                                                              |                                 |
| 成汉                 | 成汉               | 成都（今四川省成都市）                                                       | 304年－347年                    |
| 漢國（十六國）       | 漢國（十六國）     | 左國城（今山西省離石縣）                                                     | 304年－308年                    |
| 漢國（十六國）       | 漢國（十六國）     | 平陽（今山西省臨汾市）                                                       | 308年－319年                    |
| 漢國（十六國）       | 漢國（十六國）     | 長安                                                                         | 319年－328年                    |
| 後趙（十六國）       | 後趙（十六國）     | 襄國(今河北省邢台市)                                                         | 319年－335年                    |
| 後趙（十六國）       | 後趙（十六國）     | 鄴                                                                           | 335年－350年                    |
| 前涼（十六國）       | 前涼（十六國）     | 姑臧（今甘肅省武威市）                                                       | 320年－376年                    |
| 前燕（十六國）       | 前燕（十六國）     | 龍城（今遼寧省朝陽市）                                                       | 337年－352年                    |
| 前燕（十六國）       | 前燕（十六國）     | 薊（今北京市）                                                               | 352年－357年                    |
| 前燕（十六國）       | 前燕（十六國）     | 鄴                                                                           | 357年－370年                    |
| 冉魏（十六國）       | 冉魏（十六國）     | 鄴                                                                           | 350年－352年                    |
| 前秦（十六國）       | 前秦（十六國）     | 長安                                                                         | 351年－394年                    |
| 後燕（十六國）       | 後燕（十六國）     | 中山（今河北省定州市）                                                       | 386年－397年                    |
| 後燕（十六國）       | 後燕（十六國）     | 龍城                                                                         | 398年－409年                    |
| 西燕（十六國）       | 西燕（十六國）     | 長子（今山西長子縣西）                                                       | 386年－394年                    |
| 後秦（十六國）       | 後秦（十六國）     | 長安                                                                         | 386年－417年                    |
| 翟魏（十六國）       | 翟魏（十六國）     | 滑台（今河南省滑縣東）                                                       | 388年－392年                    |
| 西秦（十六國）       | 西秦（十六國）     | 勇士川（今甘肅省榆中縣）                                                     | 385年－388年                    |
| 西秦（十六國）       | 西秦（十六國）     | 金城（今甘肅蘭州西）                                                         | 388年－395年                    |
| 西秦（十六國）       | 西秦（十六國）     | 西城（今甘肅省靖遠縣）                                                       | 395年－400年                    |
| 西秦（十六國）       | 西秦（十六國）     | 苑川（今甘肅省榆中縣境內）                                                   | 400年，409年－412年             |
| 西秦（十六國）       | 西秦（十六國）     | 谭郊（今甘肅省临夏市西北）                                                   | 412年                           |
| 西秦（十六國）       | 西秦（十六國）     | 枹罕（今甘肅省临夏市）                                                       | 412年－431年                    |
| 後涼（十六國）       | 後涼（十六國）     | 姑臧                                                                         | 386年－403年                    |
| 南涼（十六國）       | 南涼（十六國）     | 樂都（今青海省）                                                             | 397年－399年 402年－414年       |
| 南涼（十六國）       | 南涼（十六國）     | 西平（今青海省西寧市）                                                       | 399年－402年                    |
| 西涼（十六國）       | 西涼（十六國）     | 敦煌（今甘肅省敦煌市）                                                       | 400年－405年                    |
| 西涼（十六國）       | 西涼（十六國）     | 酒泉（今甘肅省酒泉市）                                                       | 405年─421年                     |
| 北涼（十六國）       | 北涼（十六國）     | 姑臧                                                                         | 397年－439年                    |
| 南燕（十六國）       | 南燕（十六國）     | 滑台（今河南省滑縣）                                                         | 398年－400年                    |
| 南燕（十六國）       | 南燕（十六國）     | 廣固（今山東省青州市西北）                                                   | 400年－410年                    |
| 北燕（十六國）       | 北燕（十六國）     | 昌黎（今遼寧省義縣）                                                         | 409年－436年                    |
| 夏國（十六國）       | 夏國（十六國）     | 統萬城（今稱白城子， 今內蒙古自治區烏審旗與陝西省靖邊縣交界處的無定河北岸）  | 407年－427年                    |
| 夏國（十六國）       | 夏國（十六國）     | 長安                                                                         | 418年                           |
| 高句丽               | 卒本扶餘           | 卒本川（今辽宁省桓仁满族自治县）                                             | 前37年－前34年                  |
| 高句丽               |                    | 紇升骨城（今辽宁省桓仁满族自治县五女山城）                                   | 前34年－3年                     |
| 高句丽               |                    | 國內城（今吉林省通化市集安市古城）                                           | 3年－427年                      |
| 高句丽               |                    | 尉那岩城／丸都城（今吉林省通化市集安市西北5公里丸都山上）                    | 197年－427年                    |
| 高句丽               |                    | 平壤城（今朝鲜民主主义人民共和国平壤直辖市东北六七公里处大圣山城和安鹤宫城） | 427年－586年                    |
| 高句丽               |                    | 长安城（今朝鲜民主主义人民共和国平壤直辖市市区）                             | 586年－668年                    |
| 唐末、五代十国、两宋 |                    |                                                                              |                                 |
| 渤海国               | 震国               | 旧国（今吉林省延边朝鲜族自治州敦化市）                                       | 698年－742年                    |
| 渤海国               |                    | 中京（今吉林省延边朝鲜族自治州和龙市）                                       | 742年－755年                    |
| 渤海国               |                    | 上京（今黑龙江省牡丹江市宁安市渤海镇）                                       | 755年－785年                    |
| 渤海国               |                    | 东京（今吉林省延边朝鲜族自治州珲春市）                                       | 785年－794年                    |
| 渤海国               |                    | 上京（今黑龙江省牡丹江市宁安市渤海镇）                                       | 794年－926年                    |
| 渤海国               | 东丹国             | 天福城（今黑龙江省牡丹江市宁安市渤海镇）                                     | 926年－930年                    |
| 渤海国               | 东丹国             | 南京（今辽宁省辽阳市北）                                                     | 928年－938年                    |
| 渤海国               | 东丹国             | 东京（今辽宁省辽阳市北）                                                     | 938年－952年                    |
| 突厥                 | 突厥               | 都斤山（今蒙古国鄂尔浑河上游）                                               |                                 |
| 回纥（回鹘）         | 回纥（回鹘）       | 西州（今新疆维吾尔自治区吐鲁番）                                             |                                 |
| 吐蕃（大蕃国）       | 吐蕃（大蕃国）     | 逻些（今西藏自治区拉萨市）                                                   |                                 |
| 南诏                 | 南诏               | 蒙舍城（今云南省巍山縣北庙街乡）                                             | 649年－739年                    |
| 南诏                 | 南诏               | 太和城（今云南省大理市旧城南）                                               | 739年－779年                    |
| 南诏                 | 南诏               | 大理城（今云南省大理市北喜州）                                               | 779年－790年                    |
| 南诏                 | 南诏               | 羊苴咩城（今云南省大理市旧城北侧）                                           | 790年－937年                    |
| 大理国               | 大理国             | 羊苴咩城（今云南省大理市旧城北侧）                                           | 937年－1254年                   |
| 前蜀（十国）         |                    | 成都                                                                         | 907年－917年                    |
| 前蜀（十国）         | 汉（十国）         | 成都                                                                         | 917年－918年                    |
| 前蜀（十国）         |                    | 成都                                                                         | 918年－925年                    |
| 后蜀（十国）         | 后蜀（十国）       | 成都                                                                         | 934年－965年                    |
| 吳（十国）           | 吳（十国）         | 广陵（今江蘇省扬州市）                                                       | 902年－933年                    |
| 吳（十国）           | 吳（十国）         | 金陵（今江蘇省南京市）                                                       | 933年 - 937年                   |
| 南唐（十国）         | 南唐（十国）       | 金陵（今江苏省南京市）                                                       | 937年－975年                    |
| 南唐（十国）         | 南唐（十国）       | 南昌（今江西省南昌市）                                                       | 961年                           |
| 吳越（十国）         | 吳越（十国）       | 錢塘（今浙江省杭州市）                                                       | 907年－978年                    |
| 閩（十国）           | 閩（十国）         | 長樂（今福建省福州市）                                                       | 909年－945年                    |
| 楚（十国）           | 楚（十国）         | 長沙（今湖南省長沙市）                                                       | 907年－951年                    |
| 南漢（十国）         | 南漢（十国）       | 番禺（後改稱興王，今廣東省廣州市）                                           | 917年－971年                    |
| 南平（十国）         | 南平（十国）       | 荊州（今湖北省荊州市）                                                       | 924年－963年                    |
| 岐（十国）           | 岐（十国）         | 鳳翔（今陝西省鳳翔縣）                                                       | 907年－924年                    |
| 燕（十国）           | 燕（十国）         | 幽州（今北京市）                                                             | 911年－913年                    |
| 大蜀                 | 大蜀               | 成都                                                                         | 994年农历正月－994年农历五月    |
| 大夏                 | 大夏               | 兴庆（今宁夏回族自治区银川市）                                               | 1038年－1227年                  |
| 大楚                 | 大楚               | 金陵（今江苏省南京市）                                                       | 1127年4月20日－1127年5月22日    |
| 大齐                 | 大齐               | 北京（今河北省邯郸市大名县）                                                 | 1130年10月12日－1132年          |
| 大齐                 | 大齐               | 汴京（今河南省开封市）                                                       | 1132年－1137年                  |
| 东辽                 | 东辽               | 中京（今辽宁省铁岭市开原市）                                                 | 1213年－1216年                  |
| 东辽                 | 东辽               | 澄州（今辽宁省鞍山市海城市）                                                 | 1216年－1219年                  |
| 东辽                 | 东辽               | 中京（今辽宁省铁岭市开原市]）                                                | 1219年－1269年                  |
| 大真国/东夏国        | 大真国/东夏国      | 南京（今吉林省延吉市城子山）                                                 | 1215年－1233年                  |
| 元末                 |                    |                                                                              |                                 |
| 大夏                 | 大夏               | 重庆                                                                         | 1363年－1371年                  |
| 明末清初             |                    |                                                                              |                                 |
| 大顺                 | 大顺               | 西安                                                                         | 1644年农历正月－1644年农历三月  |
| 大顺                 | 大顺               | 北京                                                                         | 1644年农历三月－1644年农历五月  |
| 大顺                 | 大顺               | 西安                                                                         | 1644年农历五月－1645年          |
| 大西                 | 大西               | 西京（今四川省成都市）                                                       | 1644年8月16日－1646年           |
| 大周                 | 大周               | 衡州（今湖南省衡陽市）                                                       | 1678年                          |
| 蘭芳                 | 蘭芳               | 東萬律                                                                       | 1777年—1884年                   |
| 晚清民初             |                    |                                                                              |                                 |
| 太平天国             | 太平天国           | 天京（今江苏省南京市）                                                       | 1853年3月19日－1864年7月19日    |
| 满洲国               | 满洲国             | 新京（今吉林省长春市）                                                       | 1932年3月1日－1934年3月1日      |
| 满洲国               | 满洲帝国           | 新京（今吉林省长春市）                                                       | 1934年3月1日－1945年8月9日      |
| 满洲国               | 满洲帝国           | 通化（今吉林省白城市临江市境内）                                             | 1945年8月9日－1945年8月18日     |
| 中华苏维埃共和国     | 中华苏维埃共和国   | 瑞金                                                                         | 1931年－1934年                  |
| 中华苏维埃共和国     | 中华苏维埃共和国   | 延安                                                                         | 1934年10月－1937年6月           |
| 蒙疆聯合自治政府     | 察东特别自治区     | 多伦                                                                         | 1933年4月28日－1933年           |
| 蒙疆聯合自治政府     | 察东特别自治区     | 多伦                                                                         | 1935年4月1日－1935年12月        |
| 蒙疆聯合自治政府     | 察东特别自治区     | 张北                                                                         | 1935年12月－1936年2月1日        |
| 蒙疆聯合自治政府     | 察哈尔盟公署       | 张北                                                                         | 1936年2月1日－1936年5月12日     |
| 蒙疆聯合自治政府     | 蒙古军政府         | 德化（今内蒙古自治区乌兰察布市化德县）                                       | 1936年5月12日－1937年10月28日   |
| 蒙疆聯合自治政府     | 蒙古联盟自治政府   | 厚和豪特（今内蒙古自治区呼和浩特市）                                         | 1937年10月28日－1939年9月1日    |
| 蒙疆聯合自治政府     | 蒙疆聯合自治政府   | 喀拉干（今河北省张家口市）                                                   | 1939年9月1日－1941年8月4日      |
| 蒙疆聯合自治政府     | 蒙古自治邦         | 喀拉干（今内蒙古自治区呼和浩特市）                                           | 1941年8月4日－1945年            |
| 内蒙古地区           | 内蒙古人民共和国   | 苏尼特右旗 张北                                                              | 1945年                          |
| 内蒙古地区           | 东蒙古人民自治政府 | 王爷庙（今内蒙古自治区乌兰浩特市）                                           | 1946年                          |
| 内蒙古地区           | 内蒙古自治政府     | 王爷庙（今内蒙古自治区乌兰浩特市）                                           | 1947年4月23日－1949年10月1日    |
| 内蒙古地区           | 蒙古自治政府       | 定远营（今内蒙古自治区阿拉善左旗）                                           | 1949年8月10日－1949年9月20日    |

## 首都名称的不同指代
首都在中国又称为京城、京都、京畿、京师等。
由于各个朝代所管辖的具体区域有所不同，所以这些称呼所指代的城市也各有差异。比如，宋代的都城是东京汴梁（今开封），另有西京、南京、北京三都：西京為洛阳，南京為商丘，北京為大名。而同时期統治中国東北的辽代也有类似的称呼：东京辽阳府（今辽宁辽阳），西京大同府（今山西大同），南京析津府（今北京），中京大定府，上京临潢府。同一个城市在不同朝代也有不同的名称，比如南京在东吴及南宋之初称东都，而在五代十国的吴国称西都。

## 古都并称
早期周朝、汉朝至唐朝，东都洛阳和西京长安有东西两都之称，后来经过《两都赋》（汉·班固）、《二京赋》（汉·张衡） 、《两都赋》（唐·李庾）的传播深入人心。
明代，陈建在《建都论》中将长安（今西安）、洛阳、汴（今开封）和燕（今北京）并称为古今天下大都会有四。明末清初，顾炎武在《历代帝王宅京记》中将关中（今西安）、洛阳、建康（今南京）和开封并称为四大古都。
1902年，梁启超撰《中国地理大势》，将西安、洛阳、南京、开封、北京并列作为五都进行论述。此后直到1920年代，五大古都之说成为学术界的共识。
1930年，中国人文地理学开山大师张其昀出版《中国地理大纲》，提出六大古都说，即在前述五都之后，列入了杭州。
1982年，地理学家谭其骧发表《中国历史上的七大首都》提议安阳为大古都，谭其骧生前曾言：“古都有不同的等级，不能硬凑数。比如说西安、洛阳、北京是一个等级，加上开封、南京作五大古都是一个等级，再加上杭州、安阳作七大古都也是一个等级，但不能随便定一个数正好也是一个等级，‘十大’就很难办。”1988年，中国古都学会通过了七大古都的决议，安阳正式名列其中。
2004年11月5日，中国古都学会会长朱士光宣布，古都郑州可与西安、洛阳、南京、开封、北京、杭州、安阳一起并称为中国八大古都。
2010年9月22日，中国古都学会2010年年会上发布了《中国古都学会·大同宣言》，将大同列入，从而便有了九大古都。
2016年10月25日，在“中国古都学研究高峰论坛”上形成了《中国古都学会·成都共识》，将成都列为中国“大古都”，从而便有了十大古都：西安、洛阳、南京、开封、北京、杭州、安阳、郑州、大同、成都。
其中四大古都、五大古都和七大古都的说法最为流行。

## 古都列表
五大古都都曾作为全国性中央政权的首都。从地理位置上看，开封居东，西安居西，南京居南，北京居北，洛阳居中。西安、洛阳、开封都位于中原地带。而近代中国首都则主要在南京和北京之间转换。
- 洛阳：夏、商、西周、东周、东汉、曹魏、西晋、北魏、隋、唐等13个朝代
- 西安：西周、秦、西汉、隋、唐等以及前赵，新，后秦，大顺，大齐等13个朝代
- 南京：东吴、东晋、劉宋、南齊、南梁、南陳、楊吳（933－937年）、南唐、南宋（1129－1138年为實際首都）、明（1368－1421年、1644－1645年）、太平天国、中华民国（1912年、1927－1937年、1946－1949年）等12个朝代
- 开封：夏、魏國、後梁、後晉、後漢、後周、北宋、金等8个朝代
- 北京：金、元、明、清、中华民国北洋政府、中华人民共和国等6个朝代

此外，发现殷墟的安阳曾作为商后期的首都，商朝京师曾经多次迁徙，有“前八后五”之说。傳說夏朝（存在於史記記載中而未獲證實，推測距今4000年前）大禹的儿子启建都于阳城，一說即今日郑州。郑州有三千多年前的商代遗址，部分历史学家认为其为商朝的亳都。
定都南京的東晉和南朝宋、齊、梁、陳四個朝代、定都開封行在商丘杭州的南宋等朝代，是處於分裂時期的中國漢族政權，而定都大同洛陽的北魏、定都阿城北京開封的金則是處於分裂時期的中國少數民族政權。不過，東晉、南朝、南宋是漢人一般認為的中國處於分裂時期的華夏正統政權。此外，大同、成都不是傳統的大一統王朝的都城，都涉及到何謂“正統朝代”的爭議，如北朝對南朝，蜀漢對曹魏。

### 洛阳
洛陽，古又称斟鄩、西亳、雒邑、成周、京师、京洛、京都、东京、东都、神都等。河图洛书诞生之地，先后有夏、商、西周、东周、东汉、曹魏、西晋、北魏、隋、唐、后梁、后唐、后晋等十三个王朝在此建都，擁有5000多年文明史、4000多年建城史和1500多年建都史。此外，洛陽还是帝喾、韩、秦末河南王、更始、后赵、东魏、李密的魏国、王世充的郑国、武周、安禄山的燕国、史思明的燕国、后汉、后周、北宋、金等二十多个政权的都城。洛阳在明清时期为河南府治，民国时期设有专员公署。1932年曾被定为中華民國行都，1948年置洛阳市，但为县级市属洛阳地区管辖，1956年升为地级市（省辖市），现为河南省及中原城市群的副中心城市。

### 西安
西安，古又称长安、京师、西京、大兴、京兆、奉元等，先后有西周、秦、西汉、新、东汉、西晋、前赵、前秦、后秦、西魏、北周、隋、唐等十三个朝代在此建都（通说），有着3100多年的建城史和1077年的建都史。历史上最强盛的大一统王朝周、秦、汉、隋、唐均建都关中。又曾为赫连夏（夏武烈帝）、北魏（魏孝武帝）定都之地，玄汉、赤眉汉、秦汉（朱泚）、大齐（黄巢）、大顺（李自成）等政权亦定都于此。现为中国陕西省省会。

### 南京
南京为东吴、东晋、劉宋、南齊、南梁、南陳、楊吳（933－937年作为首都）、南唐、南宋（1129－1138年为实际首都）、明、太平天国、中华民国共12朝代首都。
- 三国时称为建業，是东吴的首都。
- 西晋避司馬鄴諱，改名為建康，是东晋京城，以此城为都。
- 南北朝时期，宋朝、齐朝、梁朝、陈朝皆以此城为都。南朝四朝首都，加之东吴、东晋首都，所以南京亦称六朝古都。
- 六朝以后为南唐国都。
- 杨吴大和“五年（933），建都金陵”，杨吴政权建立，以南京为其首都。 937年，徐知诰，建齐国，“以金陵为西都，广陵为东都”，杨溥把皇位让给徐知诰，结束了南京作为杨吴政权都城的四年历史。
- 南宋（1129－1138年为实际首都），建炎三年（1129）——紹興八年（1138），建康（今江蘇南京）是南宋朝廷事實上的首都。紹興八年（1138）正月，趙構離開建康（今南京），定都臨安「今杭州」，但依然將建康（今南京）作為南宋王朝的「留都」，一直到南宋滅亡，南京還是南宋的留都。成為留都的南京，依然得到很多人青睞，陸游和辛棄疾就曾多次上書朝廷，要求遷都建康。
- 朱元璋於元朝末年在韓宋政權旗號下起事，小明王韓林兒遇難後，朱以吳王名號於南京繼續抗元，直至推翻元朝建立明朝，正式以南京为明朝的首都。后明成祖迁都北京，南京亦为南都。中途南京又作為明朝首都幾年，後又遷到北京，至南明弘光政權再次成為首都。
- 太平天国时期改为天京，为太平天国的首都。
- 孙中山领导辛亥革命推翻清朝后建立中华民国，定为中華民國臨時首都。
- 此外，中古時代短暫出現的政權桓楚、侯漢和輔宋皆建都南京。

随着1912年北洋政府的建立，由南京迁都北京。1927年国民政府北伐胜利后，复定都南京。抗日戰爭期间，1937年国民政府迁往重庆，陪都重庆为临时首都。1945年抗战胜利后，國民政府還都南京。1949年蔣中正領導中华民国政府撤退到台灣，台北市成为实际的中华民国首都。中华民国政府传统上认为南京仍为中华民国理论上的正式首都，但在《中华民国宪法》中没有明定首都，所以南京并非中华民国的“法定首都”。2000年民進黨執政後，總統、行政院長、台北市長等都在公開場合口頭表示過台北市是中華民國首都。2002年起，中華民國所出版之大陸地區地圖已改依現況處理，因而為將南京註記為江蘇省省會。

### 开封
开封，简称汴，古称汴州、东京、大梁。是中国多个重要王朝的首都。
夏朝时曾建都于此，称老丘。战国时期，魏国建都于此，称“大梁”，冶铁业发达，十分繁荣。后历经黄河水患和战乱，几乎沦为废墟，极度衰败。五代十国时期国家四分五裂，开封地理条件非常适宜农业经济发展，作为一统天下的基础，先后成为后梁、后晋、后汉及后周的国都。後周大将赵匡胤发动陈桥兵变代后周称帝，建立宋朝（北宋），仍以开封为首都，称为“东京”，终于统一中国本部。北宋时期，开封城市结构突破了唐代长安“坊市”城市格局的束缚，再次走向繁荣，发展成为当时世界上人口最多最繁华的城市。靖康之难后，北宋灭亡，开封被金国占领，继续被金朝定为都城。蒙古灭金之后，成为河南省州府。明朝初年曾被明太祖朱元璋暂定都城，史称“北京”，和“南京”相对。
- 明朝顾炎武《历代宅京记》记载开封曾为五代时梁、晋、汉、周四朝及北宋和金两朝共六朝之国都
- 清朝周城所撰《宋东京考》记述，开封为魏、后梁、后晋、后汉、后周、北宋六朝故都
- 当代知名学者谭其骧院士为《中国七大古都》一书所作的序言中，提到“战国时代魏及五代时的梁、晋、汉、周、北宋和金七朝建都开封”
- 近年来有学者考证，如算上开封明初的“北京”陪都身份，及金人攻破东京后先后建立的“大齊”和“大楚”以及元朝末年韓宋等政权的话，开封可谓是“十朝都会”了。

### 北京
北京为五朝帝都（辽、金、元、明、清），中華民國北洋政府和中華人民共和國的首都。
- 春秋战国时期先后为薊國、燕国国都，当时称为薊。
- 辽代为陪都，称南京，遼末宣宗耶律淳在此被擁立為帝，建立北遼。
- 金朝（1115年－1234年）自金世宗起至1217年为中都。
- 元初为中都，1272年改称大都。
- 明初为北平，自明成祖起改称北京，为京師。
- 清朝入主中原后将北京定为国都。
- 中华民国北洋政府时期，当时称北京，北伐成功后新的国民政府在南京成立，北京改称北平。
- 现时北京自1949年後定为中华人民共和国首都。

### 杭州
杭州在五代十国时期为吴越国之首都。金朝灭北宋后，皇族赵构逃往南方，令当时称为临安的杭州成为南宋都城。

### 安阳
古称殷、又称邺，七朝古都，有3300多年的建城史，500年建都史，国家历史文化名城，中国优秀旅游城市，甲骨文的故乡，周易的发源地，以世界文化遗产殷墟而闻名，是早期华夏文明的中心之一。上古三皇五帝时代，颛顼、帝喾两位帝王在安阳境内建都。殷商后期为都城，现商都城遗址被称作殷墟。汉末以后，邺城先后成为曹魏、后赵、冉魏、前燕、东魏、北齐六个王朝的都城。北周时，邺城被焚毀，南迁至安阳城。从此安阳城代替邺城成为这一地区的政治、经济和文化中心，成为新邺城。

### 郑州
郑州传说为黄帝的故都。在4000多年前的夏朝，禹的儿子启建都于阳城，即郑州。郑州有三千多年前的商代遗址，部分历史学家认为郑州为商朝的亳都。公元前11世纪的西周，周武王将其弟管叔鲜封于此，称管国。春秋时期，这里又是郑国大夫子产的封地。春秋及战国时期，新郑曾先后作为郑国和韩国的国都长达500年之久。郑州现为河南省省会，也是中原地区第一大城市。

### 大同
大同有2300年的建城史，是中國國務院首批公布的历史文化名城。
大同在中国历史上一直是中国北方的中心城市。素有“三代京华，两朝重镇”之称。远在10万年前，中國人的祖先许家窑人就在大同这块土地上劳动繁衍生息。大同自古就为中国北方少数民族与中原地区必争的军事重镇和战略重地。西汉置平城县（因其地为战略要地，兵家必争，为祈福思安，渴求和平而得名），为代国都城，代国是汉帝国最北方的诸侯国。魏晋南北朝之际為中國北方各民族大动乱、大遷移的年代。
此时的大同，却因此而繁荣昌盛起来。鲜卑族先建立代国以平城为代国南都，后建立北魏王朝，公元398年魏道武帝拓跋圭定都平城，从此中国进入了南北朝对峙时期。此时大同是中國北方的政治、经济、军事、文化的中心，也是各族人民交流的中心和中國北方的佛教中心。五代，辽、宋金时期中國又一次进入大分裂状态大同称作云州，并成为辽、金、元初的西京（陪都），这时的大同又一次成为中國北方发达的中心地区，而且也是一个多民族聚居的重要城市。

### 成都
成都先后为古蜀、成家、蜀汉、成漢、谯蜀、前蜀、后蜀、李蜀、大西等政权的都城。

## 其他首都和首府
除了十大古都之外，还有许多城市曾经是中国历史上某国家或割据政权的都城。

### 華北
- 太原：赵国、前秦、北汉首都，东魏、北齐、后唐、后晋、后汉别都，唐朝北都和北京
- 邯郸：赵国
- 迁安：辽西国
- 张北：内蒙古人民共和国
- 青州市：段齐、南燕
- 滑县：南燕

### 东北
- 辽阳：燕（战国）、燕国 (三国)、东丹国、辽东京、兴辽、大渤海、金东京、后金
- 哈尔滨：金
- 抚顺：后金
- 沈阳：后金、清
- 朝阳：前燕、后燕、北燕
- 桓仁：高句丽
- 集安：高句丽
- 敦化：渤海国
- 和龙：渤海国
- 珲春：渤海国
- 宁安：渤海国、东丹国
- 磐石：定安
- 开原：东辽、东夏
- 海城：东辽
- 图们：东夏
- 长春：伪满洲国

### 華東
- 紹興：越國首都、南明鲁监国前期首都
- 舟山：南明鲁监国后期首都
- 温州：东瓯首都

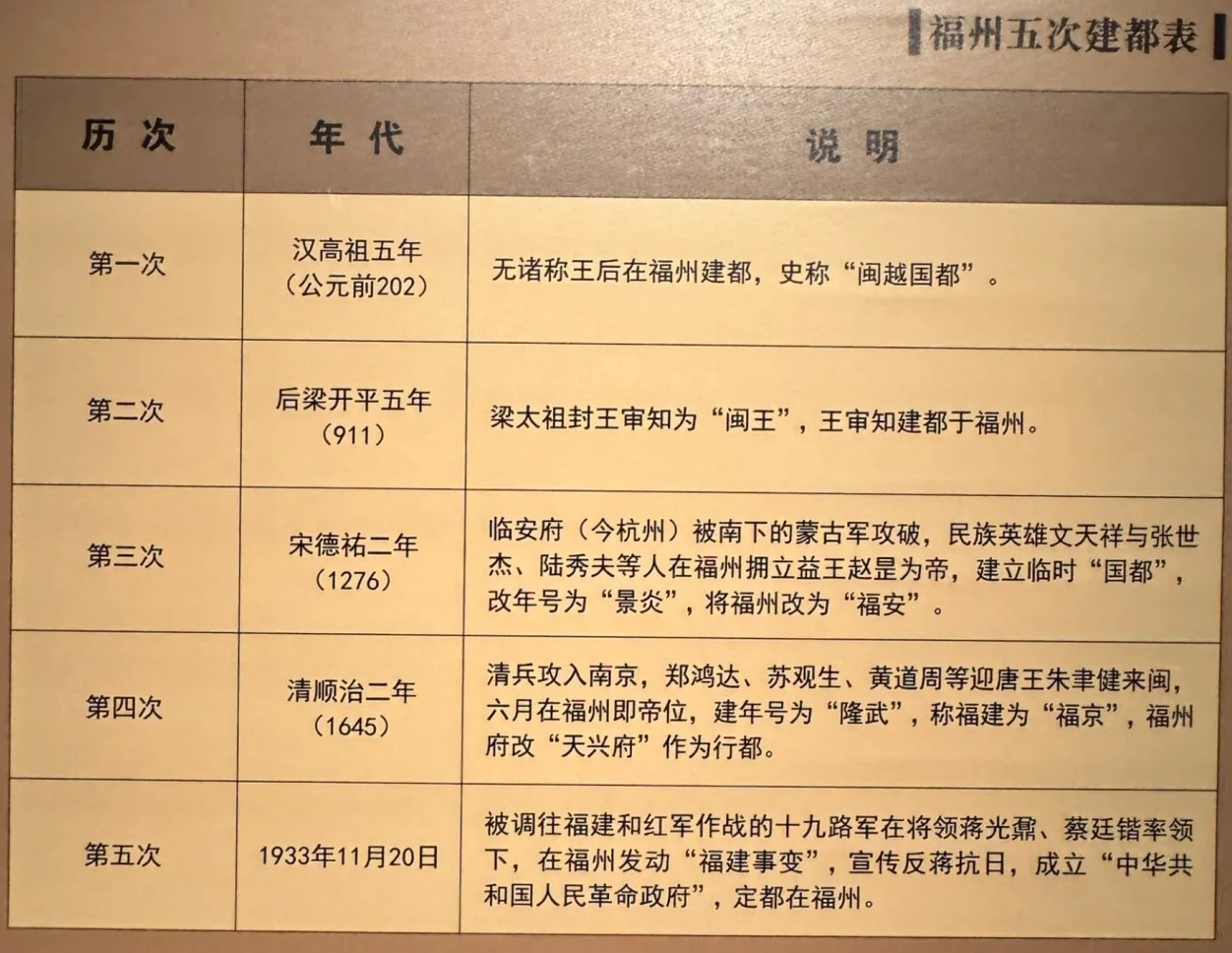
福州市博物馆陈列的“福州五次建都表”

- 蘇州：吳國首都、越國首都、孫吳首都、張士誠政權首都
- 淄博：齊國首都
- 壽縣：楚国首都、仲家首都
- 連雲港：越國首都（春秋末至戰國中）[註 180]
- 徐州：徐國首都、西楚首都
- 揚州：楊吳首都
- 福州：闽越首都、閩國首都、南宋宋端宗行都、南明隆武帝行都、中華共和國前期首都、陈宝应政权政治中心、李仁达政权政治中心、耿精忠政权政治中心、建国军政制置府后期所在地
- 马祖：南明鲁监国中期首都
- 延平：建国军政制置府前期所在地
- 建甌：殷国首都、闽国首都
- 武夷山（城村）：闽越武帝首都
- 沙县：铲平王政权政治中心
- 武平：南海首都
- 泉州：光寿军政权政治中心、清源军（平海军）政治中心、亦思巴奚政权政治中心
- 晋江：明鄭政权前期政治中心
- 漳州：李世贤政权政治中心、闽南护法区政治中心、中华共和国后期首都
- 厦门：明鄭政权中期政治中心、黄德美政权政治中心
- 南昌：南唐中主首都
- 瑞金：中華蘇維埃共和國首都

### 中南
- 臨漳：曹魏、北齊
- 商丘：宋国
- 南阳：玄汉
- 武汉：中华民国初期、抗战初期临时首都
- 鄂州：孫吳
- 荆州：楚国（战国前期）、桓楚、后梁（萧詧建立）、梁（萧铣建立）、荆南
- 长沙：长沙国、马楚
- 衡阳：吴周
- 广州：南越、南汉、南明紹武帝、護法軍政府和中華民國（1949年4月23日－1949年10月14日）。
- 肇慶：南明永曆帝
- 南宁：大南
- 桂平：大成

### 西南
- 重庆：巴國、明夏，中華民國陪都，大韩民国临时政府临时首都
- 桐梓：夜郎
- 大方：水西
- 安龙：南明
- 昆明：滇国、孙可望政权、南明、吴周
- 大理：南詔、大長和、大天興、大義寧、大理國、大中
- 泸西：自杞
- 景洪：景陇金殿国
- 拉萨：吐蕃、和硕特汗国
- 萨迦：萨迦巴
- 乃东：帕木竹巴
- 仁布：仁蚌巴
- 日喀则：藏巴汗政权

### 西北
- 咸阳：秦国、秦朝
- 志丹、延安：中华苏维埃共和国
- 武威：前涼、後涼、南涼、北涼、大凉、六谷部
- 张掖：北涼、归义军、甘州回鹘
- 高台：北涼
- 酒泉：西凉
- 敦煌：西凉、后西凉、归义军
- 银川：西夏
- 西宁：南凉、唃厮啰国
- 乐都：南凉
- 共和：吐谷浑
- 吐鲁番：车师、高昌（高昌北凉、阚氏高昌、麹氏高昌）、高昌回鶻、东察合台汗国（吐鲁番汗国）
- 额敏：西辽、窩闊台汗國
- 喀什：喀喇汗国、叶尔羌汗国
- 莎车：叶尔羌汗国
- 伊宁：东察合台汗国、准噶尔汗国
- 霍城：察合台汗国
- 吉木萨尔：东察合台汗国
- 哈密：后西凉、哈密國
- 和田：于阗
- 若羌：楼兰

### 內蒙古
- 准格尔旗：南匈奴
- 乌审旗：赫连夏
- 巴林左旗：辽朝
- 宁城：辽朝
- 正藍旗：大蒙古国（含元朝和北元）
- 克什克腾旗：北元
- 阿鲁科尔沁旗：鞑靼
- 呼和浩特：后突厥汗国、蒙疆聯合自治政府
- 苏尼特右旗：内蒙古人民共和国
- 乌兰浩特：东蒙古人民自治政府

## 媒體影音
| 视频圖示                     | 國民政府還都南京 抗戰勝利後，國民政府還都南京的新聞記錄影片。（7.19 MB，ogg／Theora檔案格式） · \| 無法正常觀看？请参见媒体帮助 \| |
| 無法正常觀看？请参见媒体帮助 | |

### 引用
1. 1 2  《古本竹书纪年》
2. 1 2 3 4  《辽金西夏史》（中国断代史系列），李锡厚、白滨著，上海人民出版社出版、发行，ISBN 7-208-04392-2
3. ↑  葛華廷、高雅輝《耶律淳政權「世號為北遼」之說質疑》，《遼金歷史與考古》第四輯，遼寧教育出版社，2013年5月，第117-118頁。
4. ↑  《西北遼與殘遼考》，趙振績著，《幼獅學誌》第9卷第2期，幼獅文化事業公司出版、發行，第1-6頁
5. ↑  王壽南主編，《中國通史》第八章〈遼夏金元時期〉，五南圖書出版股份有限公司，2020年5月，第428頁，ISBN：9789571130354。
6. 1 2 3 4 5  《元史》（中国断代史系列），周良宵、顾菊英著，上海人民出版社出版、发行，ISBN 7-208-04173-3
7. ↑  《世界近代政权名称及沿革概览》，樊涛著
8. 1 2  《清史稿》，本纪三  太宗本纪二，趙爾巽等著
9. 1 2 3  《清史（上）》（中国断代史系列），李治亭主编，上海人民出版社出版、发行，ISBN 7-208-03910-0
10. ↑  华林甫. 20世纪的中国古都研究[J].中国历史地理论丛，2005,(1).
11. ↑  郭天祥。中国的古都与大古都[J].广西社会科学，2004,(9).